# Schluchtwald Kalltal
Das Naturschutzgebiet Schluchtwald Kalltal (NSG-Kennung ACK-087) schließt sich nördlich von Rollesbroich unmittelbar bachabwärts an das Obere Kalltal mit Nebenbächen an. Die L12 trennt beide Gebiete. Das Schutzgebiet endet an der Kalltalsperre. Die gesamte Fläche beträgt 51 ha. Das Naturschutzgebiet liegt vollständig im deutlich größeren FFH-Gebiet DE-5303-302 Kalltal und Nebentäler. Dadurch gehört es zum europäischen Schutzgebietsnetz Natura 2000.

## Beschreibung
In dem Schutzgebiet ist der bewaldete Talabschnitt etwa 2,7 km lang. Die Kall ist hier drei bis fünf Meter breit, unverbaut und verläuft zwischen Viehweiden und Fichtenforsten. Die Ufer sind durchgängig von altem Uferholz gesäumt. Eine Kläranlage grenzt am westlichen Hang an. Weiter unterhalb ist der Bachlauf fünf bis acht Meter breit und fließt leicht mäandernd durch eine 10 bis 20 m breite Talsohle mit Erlenauenwald. Am nördlichen Talrand, nahe der Mündung in die Talsperre, ist ein aufgelassener Steinbruch einbezogen. Auch im Hinblick des landesweiten Biotopverbundes naturnaher Fließgewässer stellt das Kalltal ein wichtiges Verbindungselement dar. Schutzziel ist die Erhaltung der Fließgewässerdynamik und der Auwälder durch Erhaltung des Wasserregimes sowie der schonende Umbau der Fichtenforste in naturnahe Laubwaldbestände.

## Schutzzweck
Das Bachtal der Kall ist eine bedeutende Vernetzungsachse im länderübergreifenden Biotopverbund zwischen Hohem Venn und Rurtal. Die Ausweisung als Naturschutzgebiet dient vorrangig der Erhaltung eines naturnahen Fließgewässerabschnitts sowie der feuchten bis nassen Grünland- und Moorbereiche als Lebensraum für mehrere bedrohte Pflanzen- und Tierarten und der Erhaltung und Entwicklung natürlicher Lebensräume gemäß Anhang I FFH-Richtlinie. So kommen hier Pflanzengemeinschaften wie trockene Heiden, Hainsimsen-Buchenwald, Zwergstrauch-, Ginster-, Wacholderheiden, Borstgrasrasen, Magerwiesen und -weiden, Röhrichte, Auwälder, Bruch- und Sumpfwälder vor. Das Schutzgebiet ist Lebensraum von Biber, Großem Mausohr, Teichfledermaus, Eisvogel, Braunkehlchen, Lungen-Enzian, Beinbrech u. a.

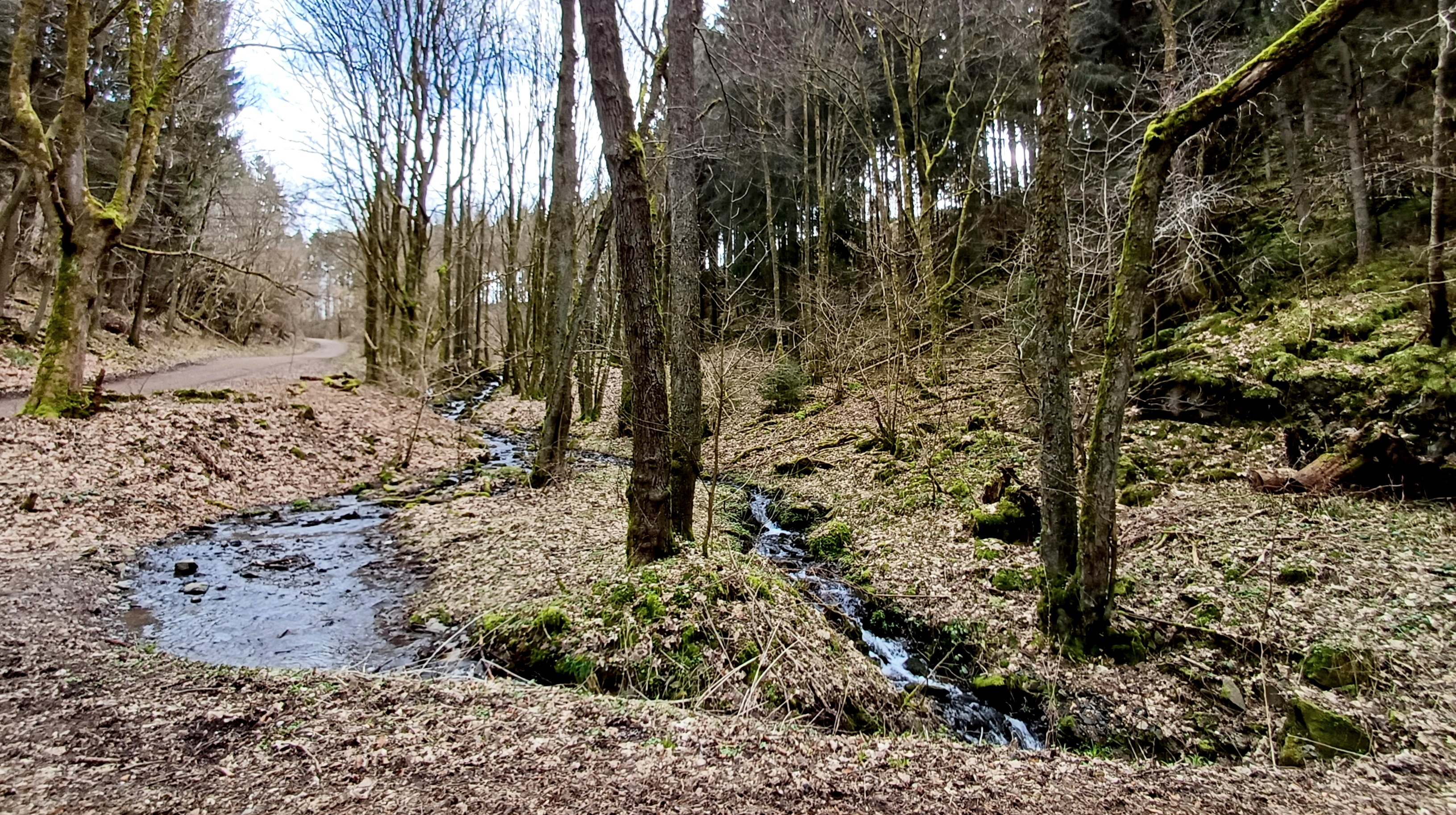
Zufluss Heilkuhlbach im Schluchtwald
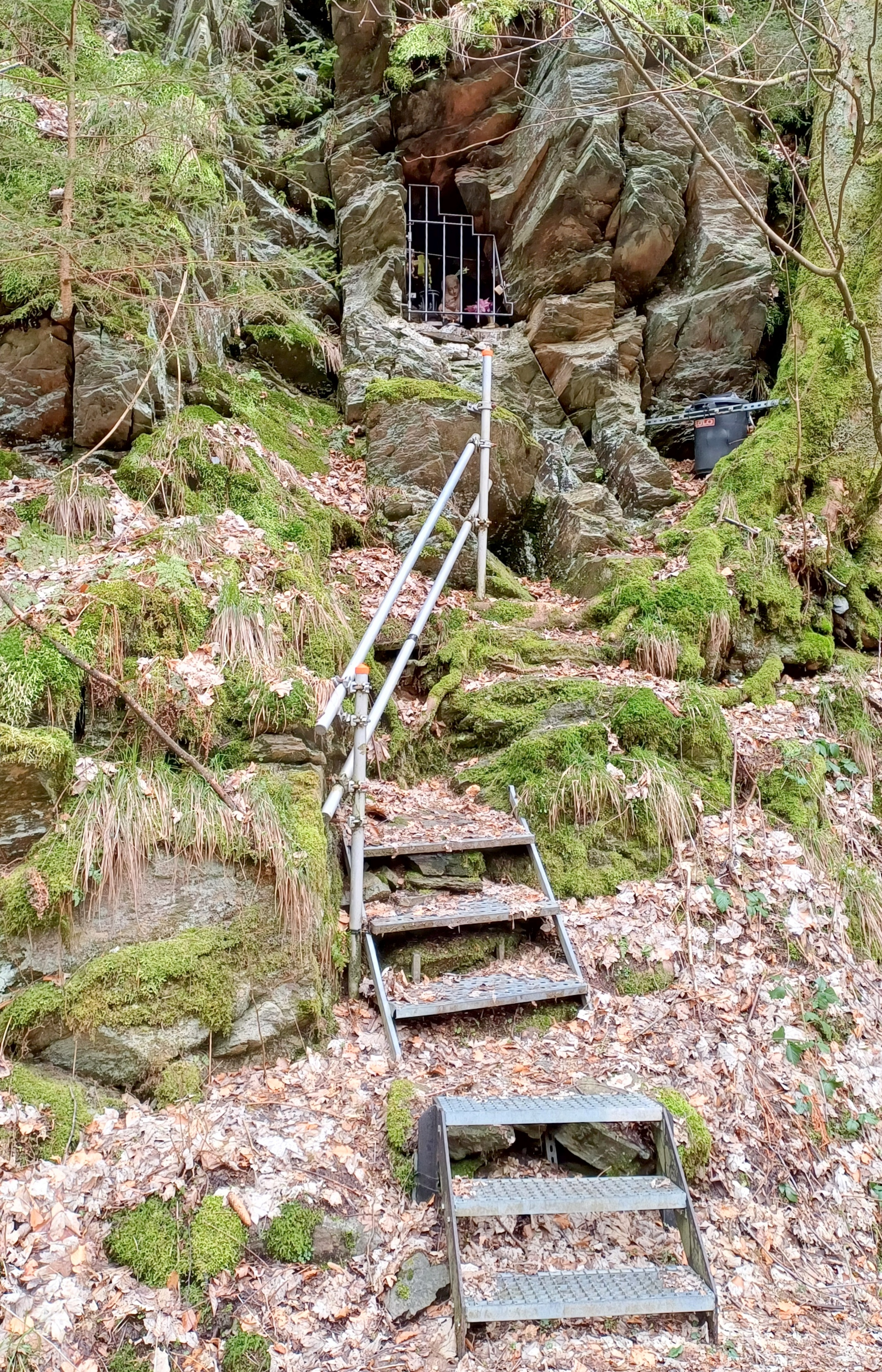
Bildstock im Schluchtwald
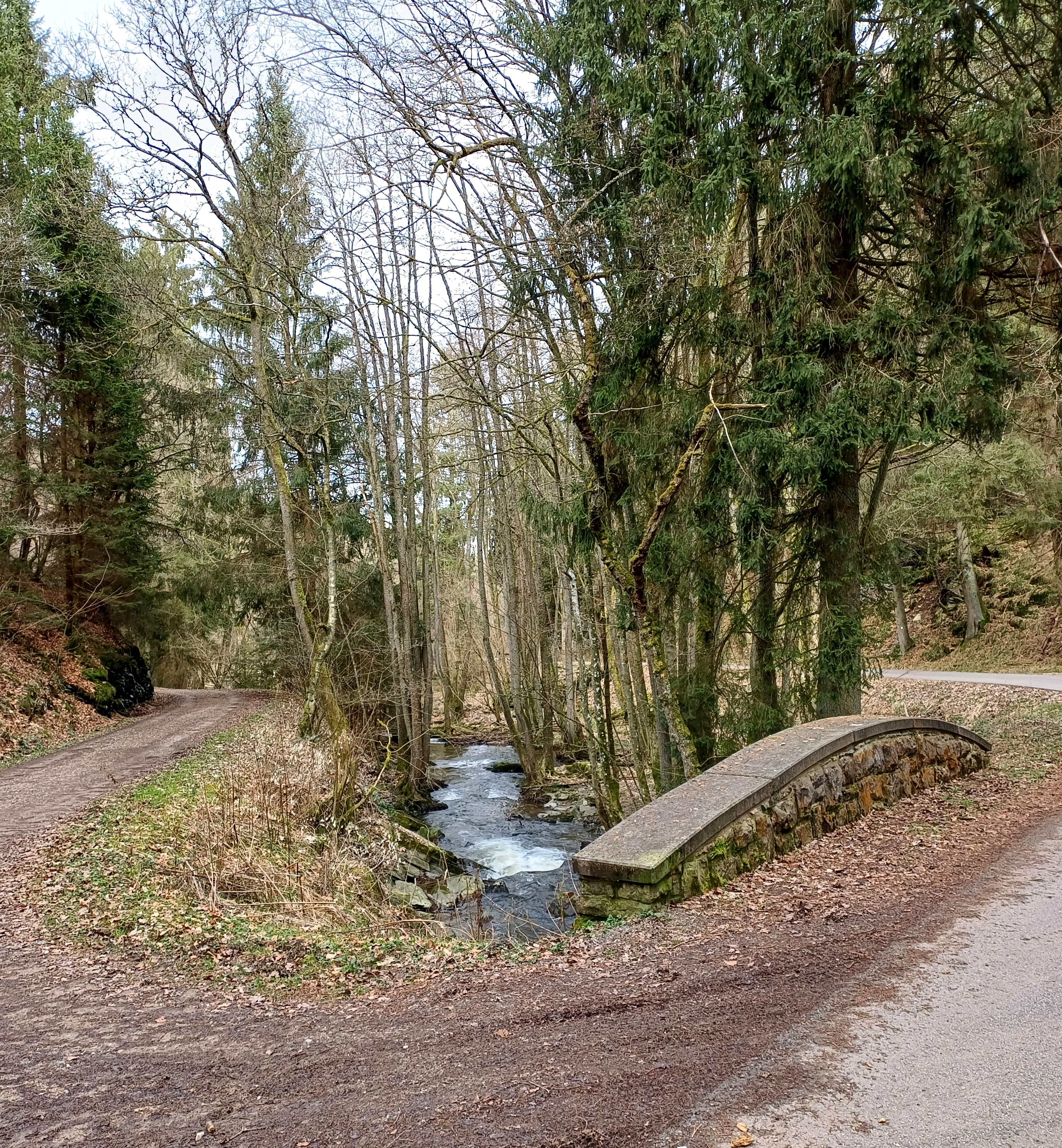
Kall im Schluchtwald